# Camille-Marcoux
Pour les articles homonymes, voir Camille Marcoux et Marcoux.
Le N.M. Camille-Marcoux est un ancien traversier permettant de franchir l'estuaire du Saint-Laurent, au Canada. Il a assuré de 1974 à 2015 la liaison entre Matane, sur la rive sud (région administrative provinciale du Bas-St-Laurent), et Baie-Comeau et Godbout, sur la Côte-Nord. Il faisait partie de la flotte des traversiers de la Société des traversiers du Québec.
Il a été nommé ainsi en l'honneur de Camille Marcoux, qui fut le premier médecin originaire de la Basse-Côte-Nord.

## Histoire
Le Camille Marcoux a été construit en 1974 au chantier maritime de Marine Industries à Sorel-Tracy pour le compte de La Traverse Matane-Godbout Ltée. Il a été transféré à la STQ lorsque la société d'État a fait l'acquisition de la liaison
En 2012, le Groupe maritime Verreault obtient le contrat d'entretien du Camille-Marcoux pour un montant de 2 258 679 $. Les travaux de cale sèche ont été exécutés au chantier des Méchins du 25 avril au 23 mai 2012. La même année, le gouvernement du Québec annonce que le N.M. Camille-Marcoux sera remplacé par un traversier neuf.
Son remplaçant, le N.M. F.-A.-Gauthier, entre en service le 13 juillet 2015. Le Camille-Marcoux reprend temporairement du service au printemps 2016 afin d'assurer le service durant la cale sèche de garantie du nouveau navire.
Le 24 mars 2017, la STQ charge la Marine Recycling Corporation, devenue le propriétaire du vaisseau, du recyclage de son bâtiment. Rebaptisé « Le Marc », l’ancien traversier est remorqué le mois suivant jusqu'à Port Colborne pour y être démantelé au cours de l’été 2017.

## Services
- Casse-croûte
- Salon de détente et un salon-bar (télévision)
- Boutique de souvenirs (été)
- Téléphones cellulaires publics
- Salle de dessin et vidéo pour enfants
- Services d'animation (été)
- Guichet automatique
- Ascenseur

## Galerie d'image

Le traversier Camille-Marcoux à Godbout

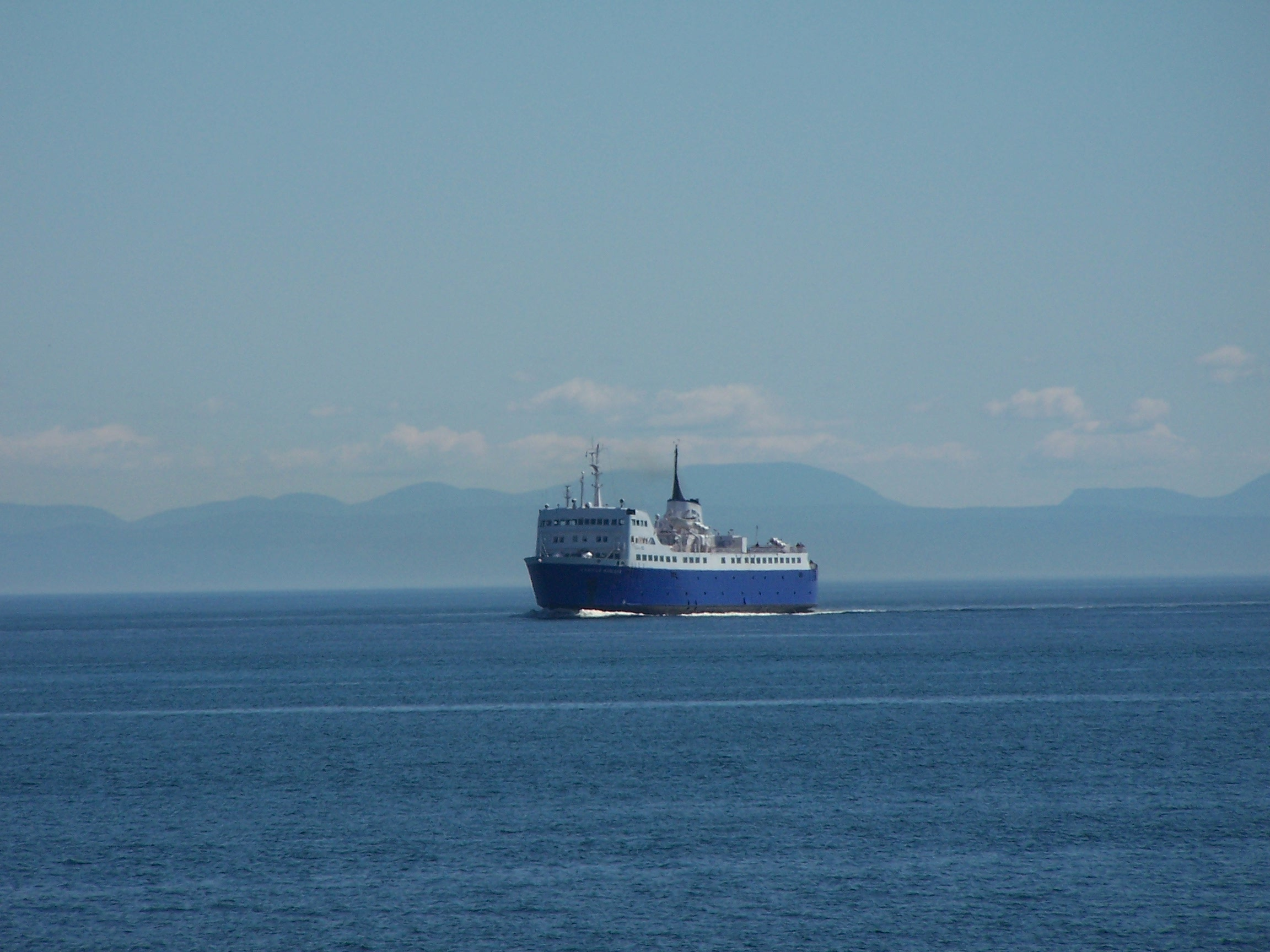
Le Camille-Marcoux sur le fleuve Saint-Laurent
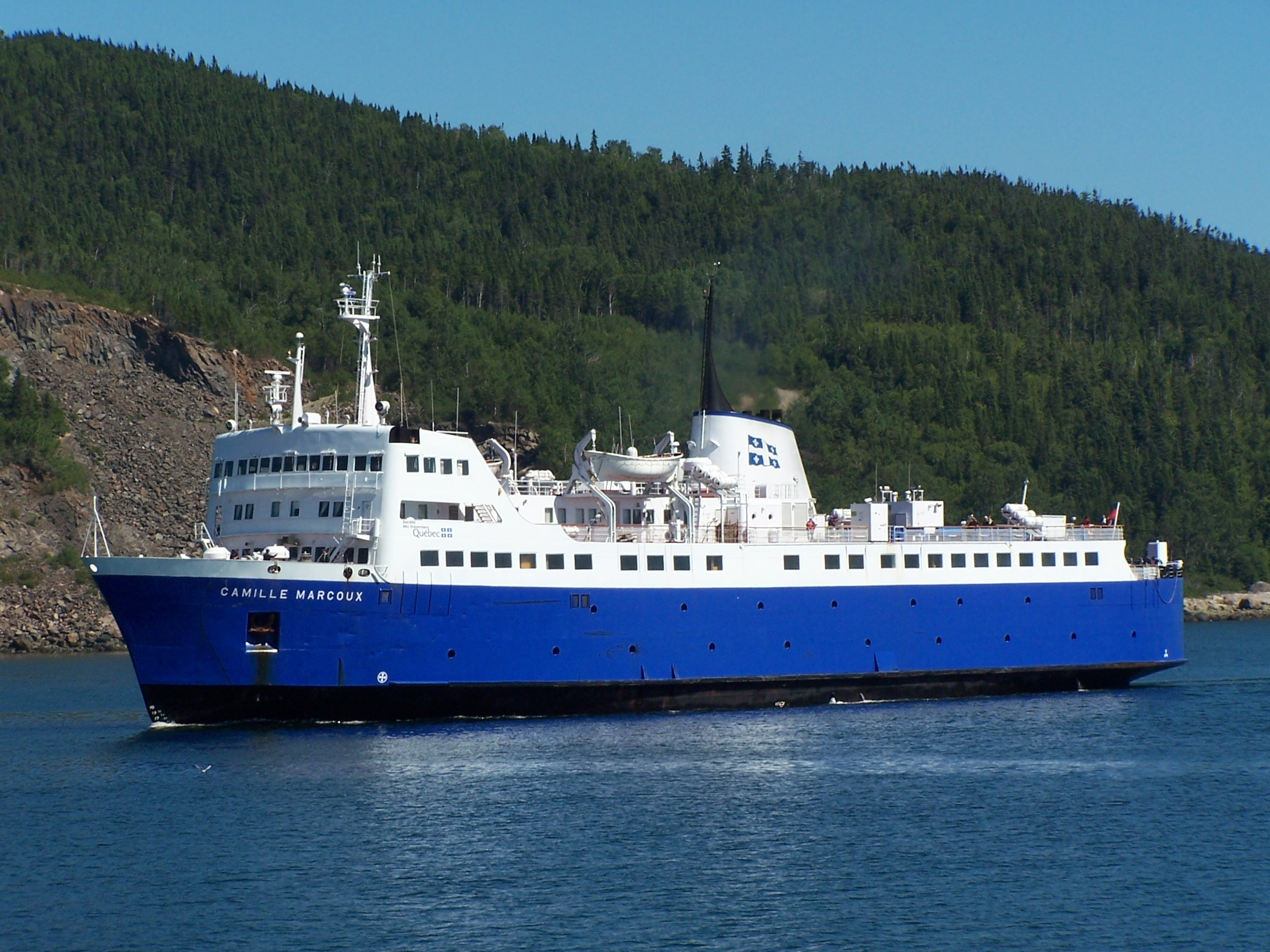
Arrivée du bateau à Godbout
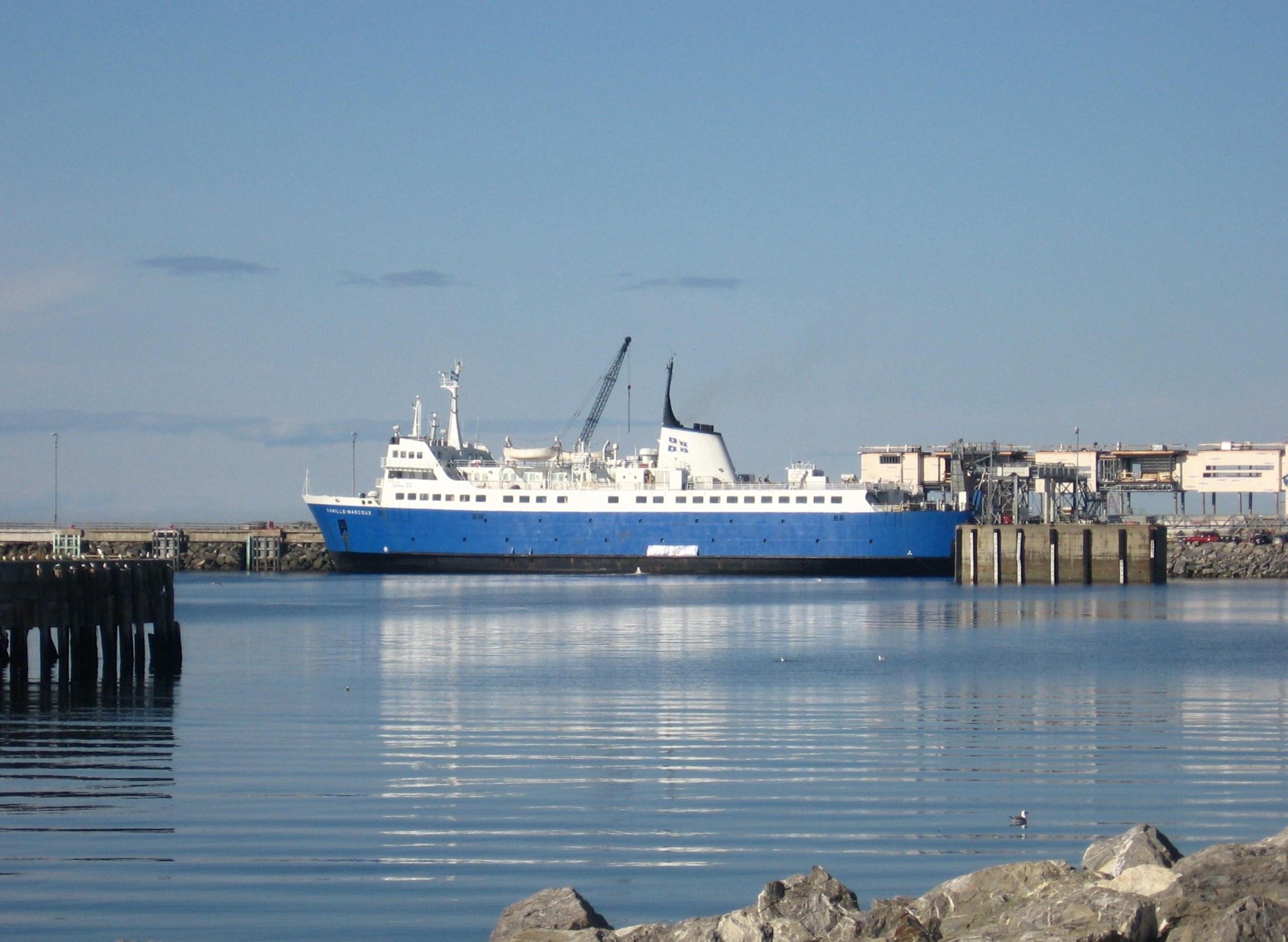
Le Camille-Marcoux à Matane
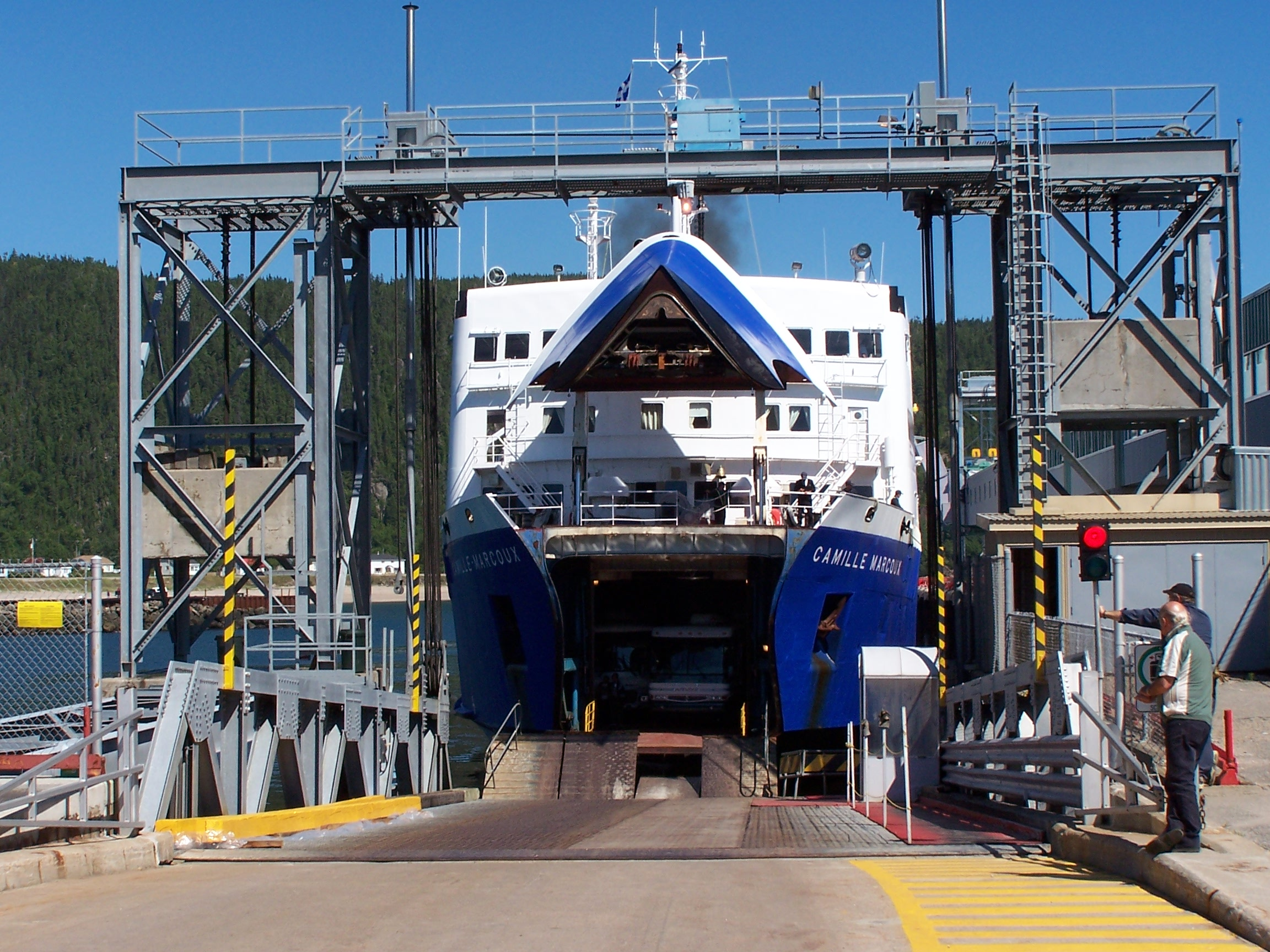
L'étrave s'élève afin de permettre aux véhicules de sortir
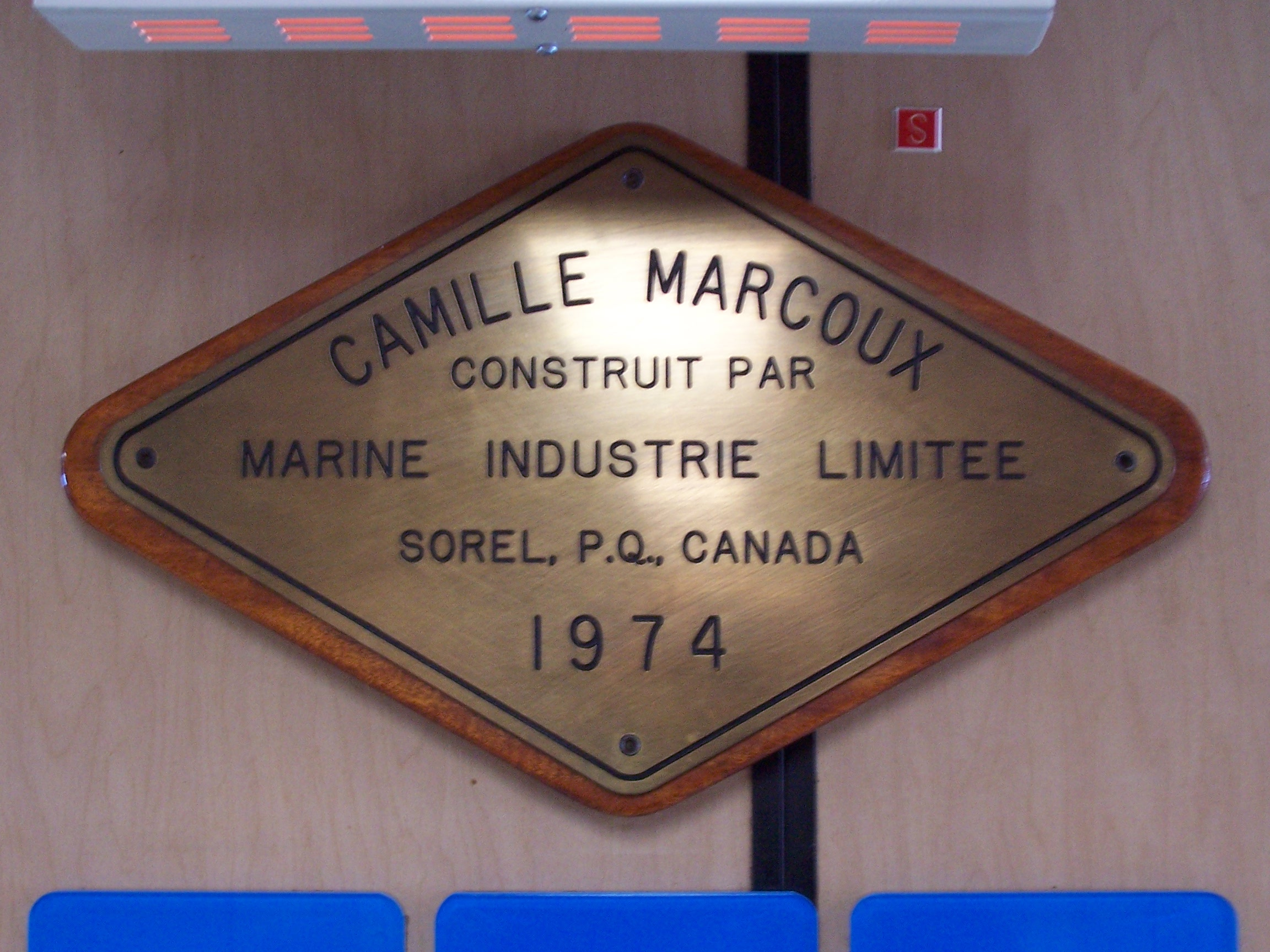
Plaque du constructeur
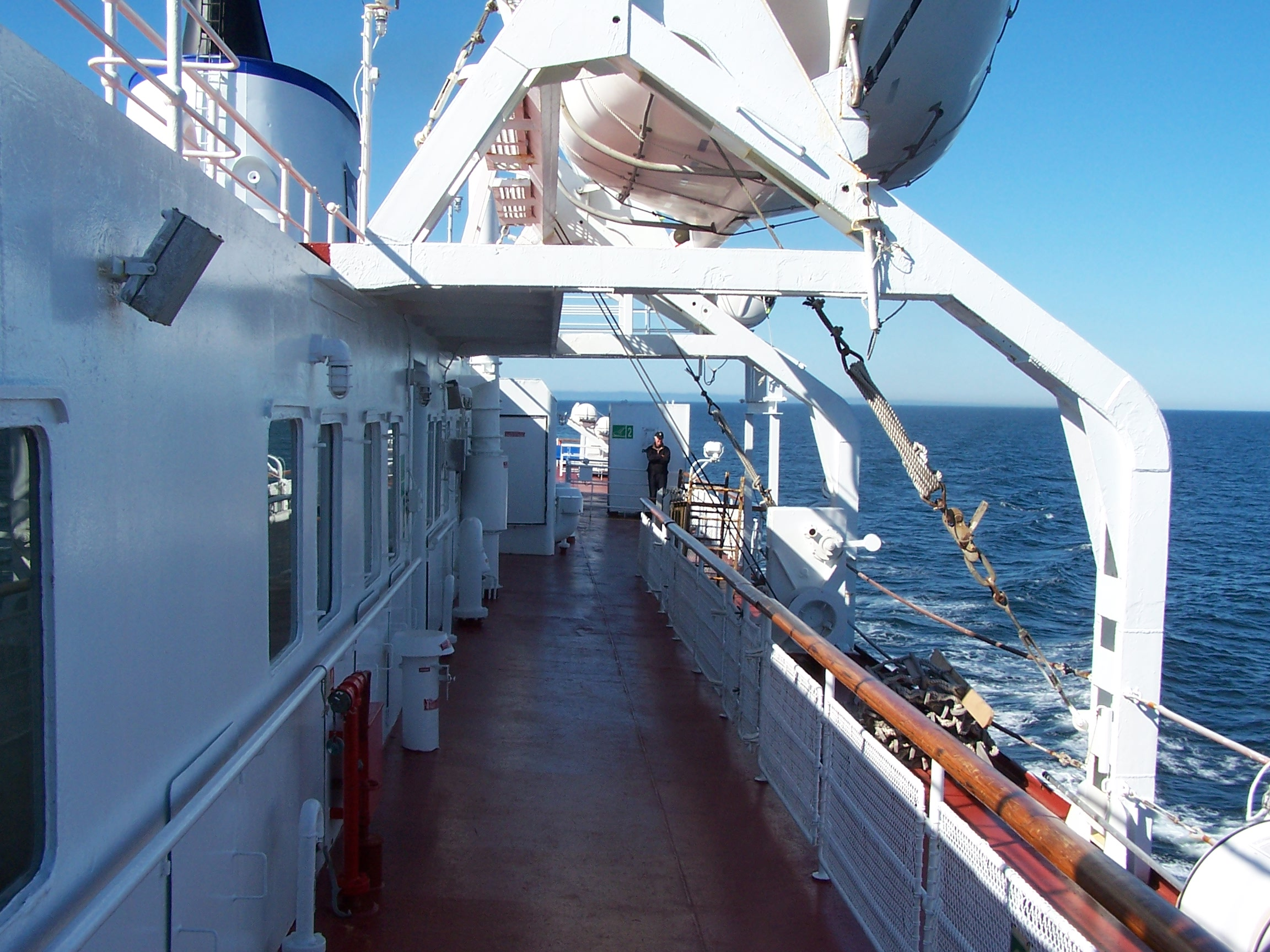
Passerelle
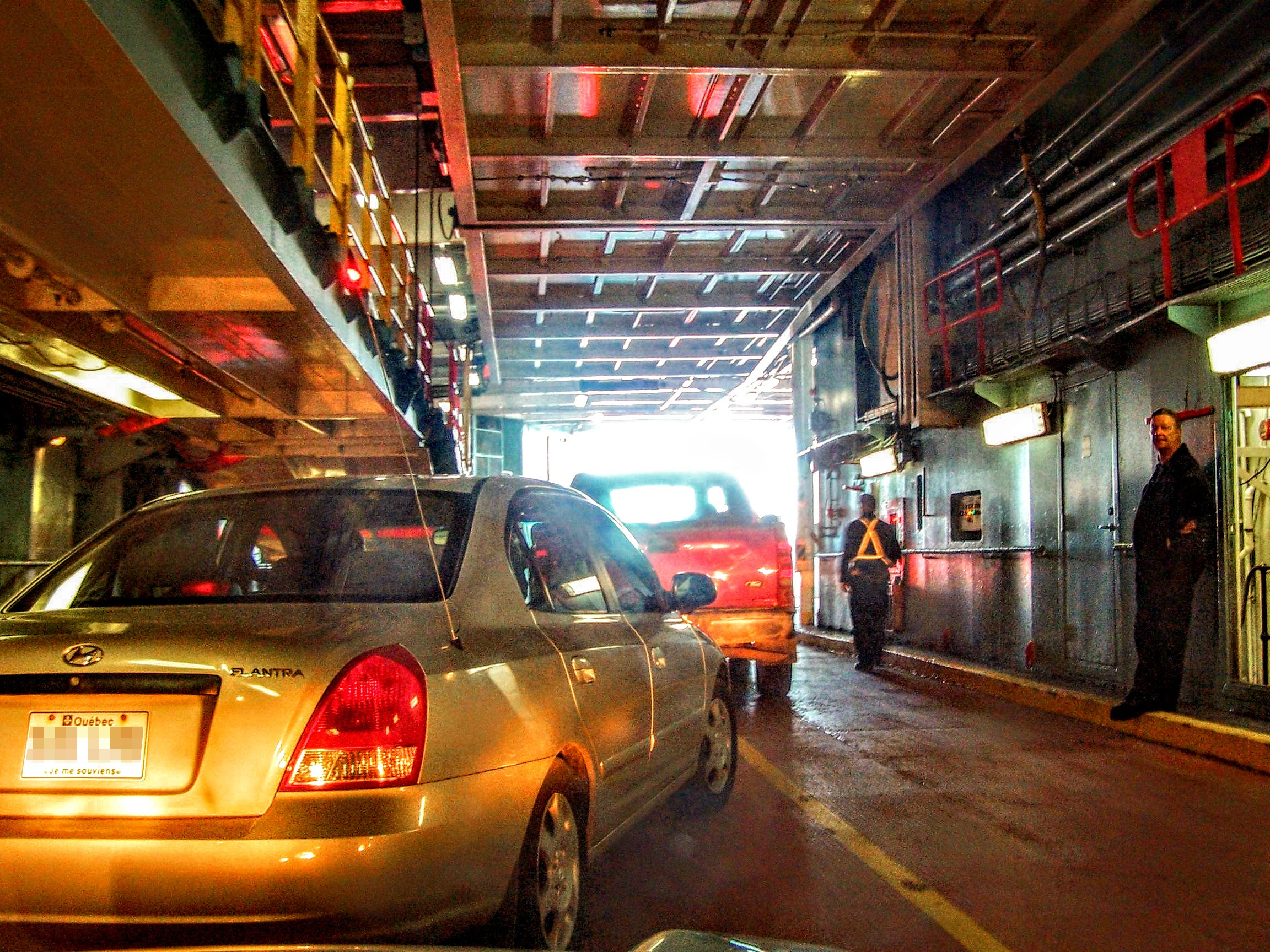
Intérieur